# Grace O'Malley
Grace O'Malley (comtat de Mayo, Irlanda, 1530-comtat de Mayo, Irlanda, 1603), Gráinne Ni Mháille en el seu irlandès nadiu, fou una pirata irlandesa coneguda amb el malnom de Pirate Queen ('La reina pirata'). Fou líder d'un clan de mariners i pirates a la costa oest d'Irlanda. Els seus vaixells, incloent-hi galeres, controlaven l'accés als ports prop de Galway i Clew Bay, exigien el pagament dels vaixells mercants o fins i tot se n'apoderaven de les càrregues. Quan Elisabet I (1533-1603) va enviar oficials a Irlanda per forçar els caps a acceptar l'autoritat política anglesa, Grace els va desafiar. Va viatjar a Londres, i va exigir una audiència amb la reina. Finalment va obtenir el permís reial per viure lliurement a Irlanda. Alguns consideraven que Grace era una heroïna valenta i agosarada; d'altres la consideraven una lladre implacable. Sigui com sigui, Grace va triar una vida de poder i control rara per a una dona en el seu moment. El lema del clan O'Malley, Powerful by land and sea ('Poderosos per terra i mar') era una descripció exacta de la mateixa Grace.